# 116º Congresso degli Stati Uniti d'America
Il 116º Congresso degli Stati Uniti d'America, formato dalla Camera dei rappresentanti e dal Senato, ha costituito dal 3 gennaio 2019 al 3 gennaio 2021 il ramo legislativo del governo federale statunitense.
La sua composizione è stata definita nelle elezioni generali del 6 novembre 2018, nelle quali il Partito Repubblicano ha mantenuto la maggioranza al Senato e il Partito Democratico ha riconquistato la maggioranza alla Camera dopo otto anni.

## Senato

Composizione del Senato

### Riepilogo della composizione
|                               | Partito      | Partito      | Partito | Totale | Vacante |
| ----------------------------- | ------------ | ------------ | ------- | ------ | ------- |
|                               |              |              |         | Totale | Vacante |
| Democratico                   | Indipendente | Repubblicano |         | Totale | Vacante |
| Fine del precedente Congresso | 47           | 2            | 51      | 100    | 0       |
|                               |              |              |         |        |         |
| Inizio (3 gennaio 2019)       | 45           | 2            | 53      | 100    | 0       |
| % di voti                     | 47%          | 47%          | 53%     |        |         |

- Entrambi gli indipendenti sono associati al Partito Democratico.

### Leadership

#### Assemblea
| Vicepresidente degli Stati Uniti d'America e Presidente del Senato |
| ------------------------------------------------------------------ |
|                                                                    |
| Mike Pence (R)                                                     |

| Presidente pro tempore del Senato |
| --------------------------------- |
|                                   |
| Chuck Grassley (R)                |

| Leadership della Maggioranza al Senato                 | Leadership della Maggioranza al Senato          |
| ------------------------------------------------------ | ----------------------------------------------- |
|                                                        |                                                 |
| Leader della Maggioranza al Senato Mitch McConnell (R) | Whip della Maggioranza al Senato John Thune (R) |

| Leadership della Minoranza al Senato               | Leadership della Minoranza al Senato           |
| -------------------------------------------------- | ---------------------------------------------- |
|                                                    |                                                |
| Leader della Minoranza al Senato Chuck Schumer (D) | Whip della Minoranza al Senato Dick Durbin (D) |

### Membri
Il numero indica la classe del senatore; nel corso del 2018 sono sottoposti ad elezione tutti i senatori appartenenti alla classe 1.
Alabama
- 2. Doug Jones (D)
- 3. Richard Shelby (R)

Alaska
- 2. Dan Sullivan (R)
- 3. Lisa Murkowski (R)

Arizona
- 1. Kyrsten Sinema (D)
- 3. Martha McSally (R), fino al 2 dicembre 2020

     Mark Kelly (D), dal 2 dicembre 2020
Arkansas
- 2. Tom Cotton (R)
- 3. John Boozman (R)

California
- 1. Dianne Feinstein (D)
- 3. Kamala Harris (D)

Carolina del Nord
- 2. Thom Tillis (R)
- 3. Richard Burr (R)

Carolina del Sud
- 2. Lindsey Graham (R)
- 3. Tim Scott (R)

Colorado
- 2. John Hickenlooper (D)
- 3. Michael Bennet (D)

Connecticut
- 1. Chris Murphy (D)
- 3. Richard Blumenthal (D)

Dakota del Nord
- 1. Kevin Cramer (R)
- 3. John Hoeven (R)

Dakota del Sud
- 2. Mike Rounds (R)
- 3. John Thune (R)

Delaware
- 1. Thomas Carper (D)
- 2. Chris Coons (D)

Florida
- 1. Rick Scott (R), dall'8 gennaio 2019
- 3. Marco Rubio (R)

Georgia
- 2. David Perdue (R)
- 3. Johnny Isakson (R), fino al 31 dicembre 2019
  -      Kelly Loeffler (R), dal 6 gennaio 2020

Hawaii
- 1. Mazie Hirono (D)
- 3. Brian Schatz (D)

Idaho
- 2. Jim Risch (R)
- 3. Mike Crapo (R)

Illinois
- 2. Dick Durbin (D)
- 3. Tammy Duckworth (D)

Indiana
- 1. Mike Braun (R)
- 3. Todd Young (R)

Iowa
- 2. Joni Ernst (R)
- 3. Chuck Grassley (R)

Kansas
- 2. Roger Marshall (R)
- 3. Jerry Moran (R)

Kentucky
- 2. Mitch McConnell (R)
- 3. Rand Paul (R)

Louisiana
- 2. Bill Cassidy (R)
- 3. John Neely Kennedy (R)

Maine
- 1. Angus King (I)
- 2. Susan Collins (R)

Maryland
- 1. Ben Cardin (D)
- 3. Chris Van Hollen (D)

Massachusetts
- 1. Elizabeth Warren (D)
- 2. Ed Markey (D)

Michigan
- 1. Debbie Stabenow (D)
- 2. Gary Peters (D)

Minnesota
- 1. Amy Klobuchar (DFL)
- 2. Tina Smith (DFL)

Mississippi
- 1. Roger Wicker (R)
- 2. Cindy Hyde-Smith (R)

Missouri
- 1. Josh Hawley (R)
- 3. Roy Blunt (R)

Montana
- 1. Jon Tester (D)
- 2. Steve Daines (R)

Nebraska
- 1. Deb Fischer (R)
- 2. Ben Sasse (R)

Nevada
- 1. Jacky Rosen (D)
- 3. Catherine Cortez Masto (D)

New Hampshire
- 2. Jeanne Shaheen (D)
- 3. Maggie Hassan (D)

New Jersey
- 1. Bob Menendez (D)
- 2. Cory Booker (D)

New York
- 1. Kirsten Gillibrand (D)
- 3. Chuck Schumer (D)

Nuovo Messico
- 1. Martin Heinrich (D)
- 2. Ben R. Luján (D)

Ohio
- 1. Sherrod Brown (D)
- 3. Rob Portman (R)

Oklahoma
- 2. Jim Inhofe (R)
- 3. James Lankford (R)

Oregon
- 2. Ron Wyden (D)
- 3. Jeff Merkley (D)

Pennsylvania
- 1. Bob Casey, Jr. (D)
- 3. Pat Toomey (R)

Rhode Island
- 1. Sheldon Whitehouse (D)
- 2. Jack Reed (D)

Tennessee
- 1. Marsha Blackburn (R)
- 2. Bill Hagerty (R)

Texas
- 1. Ted Cruz (R)
- 2. John Cornyn (R)

Utah
- 1. Mitt Romney (R)
- 3. Mike Lee (R)

Vermont
- 1. Bernie Sanders (I)
- 3. Patrick Leahy (D)

Virginia
- 1. Tim Kaine (D)
- 2. Mark Warner (D)

Virginia Occidentale
- 1. Joe Manchin (D)
- 2. Shelley Moore Capito (R)

Washington
- 1. Maria Cantwell (D)
- 3. Patty Murray (D)

Wisconsin
- 1. Tammy Baldwin (D)
- 3. Ron Johnson (R)

Wyoming
- 1. John Barrasso (R)
- 2. Cynthia Lummis (R)

## Camera dei rappresentanti

Composizione della Camera dei rappresentanti

### Riepilogo della composizione
|                               | Partito      | Partito | Totale | Vacante |  |
| ----------------------------- | ------------ | ------- | ------ | ------- |  |
|                               |              |         | Totale | Vacante |  |
| Democratico                   | Repubblicano |         | Totale | Vacante |  |
| Fine del Congresso precedente | 197          | 236     | 433    | 2       |  |
|                               |              |         |        |         |  |
| Inizio (3 gennaio 2019)       | 235          | 199     | 434    | 1       |  |
| % di voti                     | 54,1%        | 45,9%   |        |         |  |

- 6 membri non votanti, tre di essi sono associati al Partito Democratico, due al Partito Repubblicano e uno si configura come indipendente.

### Leadership

#### Assemblea
| Speaker della Camera dei rappresentanti |
| --------------------------------------- |
|                                         |
| Nancy Pelosi (D)                        |

| Leadership della Maggioranza alla Camera dei rappresentanti             | Leadership della Maggioranza alla Camera dei rappresentanti           |
| ----------------------------------------------------------------------- | --------------------------------------------------------------------- |
|                                                                         |                                                                       |
| Leader della Maggioranza alla Camera dei rappresentanti Steny Hoyer (D) | Whip della Maggioranza alla Camera dei rappresentanti Jim Clyburn (D) |

| Leadership della Minoranza alla Camera dei rappresentanti                | Leadership della Minoranza alla Camera dei rappresentanti             |
| ------------------------------------------------------------------------ | --------------------------------------------------------------------- |
|                                                                          |                                                                       |
| Leader della Minoranza alla Camera dei rappresentanti Kevin McCarthy (R) | Whip della Minoranza alla Camera dei rappresentanti Steve Scalise (R) |

### Membri
Alabama
(6 Repubblicani, 1 Democratico)
- 1. Bradley Byrne (R)
- 2. Martha Roby (R)
- 3. Mike Rogers (R)
- 4. Robert Aderholt (R)
- 5. Mo Brooks (R)
- 6. Gary Palmer (R)
- 7. Terri Sewell (D)

Alaska
(1 Repubblicano)
- "At-large". Don Young (R)

Arizona
(5 Democratici, 4 Repubblicani)
- 1. Tom O'Halleran (D)
- 2. Ann Kirkpatrick (D)
- 3. Raúl Grijalva (D)
- 4. Paul Gosar (R)
- 5. Andy Biggs (R)
- 6. David Schweikert (R)
- 7. Ruben Gallego (D)
- 8. Debbie Lesko (R)
- 9. Greg Stanton (D)

Arkansas
(4 Repubblicani)
- 1. Rick Crawford (R)
- 2. French Hill (R)
- 3. Steve Womack (R)
- 4. Bruce Westerman (R)

California
(46 Democratici, 7 Repubblicani)
- 1. Doug LaMalfa (R)
- 2. Jared Huffman (D)
- 3. John Garamendi (D)
- 4. Tom McClintock (R)
- 5. Mike Thompson (D)
- 6. Doris Matsui (D)
- 7. Ami Bera (D)
- 8. Paul Cook (R), fino al 7 dicembre 2020

     Vacante, da tale data fino al Congresso successivo
- 9. Jerry McNerney (D)
- 10. Josh Harder (D)
- 11. Mark DeSaulnier (D)
- 12. Nancy Pelosi (D)
- 13. Barbara Lee (D)
- 14. Jackie Speier (D)
- 15. Eric Swalwell (D)
- 16. Jim Costa (D)
- 17. Ro Khanna (D)
- 18. Anna Eshoo (D)
- 19. Zoe Lofgren (D)
- 20. Jimmy Panetta (D)
- 21. TJ Cox (D)
- 22. Devin Nunes (R)
- 23. Kevin McCarthy (R)
- 24. Salud Carbajal (D)
- 25. Katie Hill (D), fino al 3 novembre 2019

     Mike Garcia (R), dal 19 maggio 2020
- 26. Julia Brownley (D)
- 27. Judy Chu (D)
- 28. Adam Schiff (D)
- 29. Tony Cardenas (D)
- 30. Brad Sherman (D)
- 31. Pete Aguilar (D)
- 32. Grace Napolitano (D)
- 33. Ted Lieu (D)
- 34. Jimmy Gomez (D)
- 35. Norma Torres (D)
- 36. Raul Ruiz (D)
- 37. Karen Bass (D)
- 38. Linda Sánchez (D)
- 39. Gil Cisneros (D)
- 40. Lucille Roybal-Allard (D)
- 41. Mark Takano (D)
- 42. Ken Calvert (R)
- 43. Maxine Waters (D)
- 44. Nanette Barragán (D)
- 45. Katie Porter (D)
- 46. Lou Correa (D)
- 47. Alan Lowenthal (D)
- 48. Harley Rouda (D)
- 49. Mike Levin (D)
- 50. Duncan D. Hunter (R), fino al 13 gennaio 2020

     Vacante da tale data fino al Congresso successivo
- 51. Juan Vargas (D)
- 52. Scott Peters (D)
- 53. Susan Davis (D)

Carolina del Nord
(9 Repubblicani, 3 Democratici)
- 1. G. K. Butterfield (D)
- 2. George Holding (R)
- 3. Walter B. Jones (R), fino al 10 febbraio 2019

     Greg Murphy (R), dal 17 settembre 2019
- 4. David Price (D)
- 5. Virginia Foxx (R)
- 6. Mark Walker (R)
- 7. David Rouzer (R)
- 8. Richard Hudson (R)
- 9. Dan Bishop (R), dal 17 settembre 2019[1]
- 10. Patrick McHenry (R)
- 11. Mark Meadows (R), fino al 30 marzo 2020

     Vacante, da tale data fino al Congresso successivo
- 12. Alma Adams (D)
- 13. Ted Budd (R)

Carolina del Sud
(5 Repubblicani, 2 Democratici)
- 1. Joe Cunningham (D)
- 2. Joe Wilson (R)
- 3. Jeff Duncan (R)
- 4. William Timmons (R)
- 5. Ralph Norman (R)
- 6. Jim Clyburn (D)
- 7. Tom Rice (R)

Colorado
(4 Democratici, 3 Repubblicani)
- 1. Diana DeGette (D)
- 2. Joe Neguse (D)
- 3. Scott Tipton (R)
- 4. Ken Buck (R)
- 5. Doug Lamborn (R)
- 6. Jason Crow (D)
- 7. Ed Perlmutter (D)

Connecticut
(5 Democratici)
- 1. John Larson (D)
- 2. Joe Courtney (D)
- 3. Rosa DeLauro (D)
- 4. Jim Himes (D)
- 5. Jahana Hayes (D)

Dakota del Nord
(1 Repubblicano)
- "At-large". Kelly Armstrong (R)

Dakota del Sud
(1 Repubblicano)
- "At-large". Dusty Johnson (R)

Delaware
(1 Democratico)
- "At-large". Lisa Blunt Rochester (D)

Florida
(14 Repubblicani, 13 Democratici)
- 1. Matt Gaetz (R)
- 2. Neal Dunn (R)
- 3. Ted Yoho (R)
- 4. John Rutherford (R)
- 5. Al Lawson (D)
- 6. Michael Waltz (R)
- 7. Stephanie Murphy (D)
- 8. Bill Posey (R)
- 9. Darren Soto (D)
- 10. Val Demings (D)
- 11. Daniel Webster (R)
- 12. Gus Bilirakis (R)
- 13. Charlie Crist (D)
- 14. Kathy Castor (D)
- 15. Ross Spano (R)
- 16. Vern Buchanan (R)
- 17. Greg Steube (R)
- 18. Brian Mast (R)
- 19. Francis Rooney (R)
- 20. Alcee Hastings (D)
- 21. Lois Frankel (D)
- 22. Ted Deutch (D)
- 23. Debbie Wasserman Schultz (D)
- 24. Frederica Wilson (D)
- 25. Mario Díaz-Balart (R)
- 26. Debbie Mucarsel-Powell (D)
- 27. Donna Shalala (D)

Georgia
(9 Repubblicani, 5 Democratici)
- 1. Buddy Carter (R)
- 2. Sanford Bishop (D)
- 3. Drew Ferguson (R)
- 4. Hank Johnson (D)
- 5. John Lewis (D), fino al 17 luglio 2020

     Kwanza Hall (D), dal 3 dicembre 2020
- 6. Lucy McBath (D)
- 7. Rob Woodall (R)
- 8. Austin Scott (R)
- 9. Doug Collins (R)
- 10. Jody Hice (R)
- 11. Barry Loudermilk (R)
- 12. Rick Allen (R)
- 13. David Scott (D)
- 14. Tom Graves (R), fino al 4 ottobre 2020

     Vacante, da tale data fino al Congresso successivo
Hawaii
(2 Democratici)
- 1. Ed Case (D)
- 2. Tulsi Gabbard (D)

Idaho
(2 Repubblicani)
- 1. Russ Fulcher (R)
- 2. Mike Simpson (R)

Illinois
(13 Democratici, 5 Repubblicani)
- 1. Bobby Rush (D)
- 2. Robin Kelly (D)
- 3. Dan Lipinski (D)
- 4. Chuy García (D)
- 5. Michael Quigley (D)
- 6. Sean Casten (D)
- 7. Danny K. Davis (D)
- 8. Raja Krishnamoorthi (D)
- 9. Jan Schakowsky (D)
- 10. Brad Schneider (D)
- 11. Bill Foster (D)
- 12. Mike Bost (R)
- 13. Rodney Davis (R)
- 14. Lauren Underwood (D)
- 15. John Shimkus (R)
- 16. Adam Kinzinger (R)
- 17. Cheri Bustos (D)
- 18. Darin LaHood (R)

Indiana
(7 Repubblicani, 2 Democratici)
- 1. Pete Visclosky (D)
- 2. Jackie Walorski (R)
- 3. Jim Banks (R)
- 4. Jim Baird (R)
- 5. Susan Brooks (R)
- 6. Greg Pence (R)
- 7. André Carson (D)
- 8. Larry Bucshon (R)
- 9. Trey Hollingsworth (R)

Iowa
(3 Democratici, 1 Repubblicano)
- 1. Abby Finkenauer (D)
- 2. David Loebsack (D)
- 3. Cindy Axne (D)
- 4. Steve King (R)

Kansas
(3 Repubblicani, 1 Democratico)
- 1. Roger Marshall (R)
- 2. Steve Watkins (R)
- 3. Sharice Davids (D)
- 4. Ron Estes (R)

Kentucky
(5 Repubblicani, 1 Democratico)
- 1. James Comer (R)
- 2. Brett Guthrie (R)
- 3. John Yarmuth (D)
- 4. Thomas Massie (R)
- 5. Hal Rogers (R)
- 6. Andy Barr (R)

Louisiana
(5 Repubblicani, 1 Democratico)
- 1. Steve Scalise (R)
- 2. Cedric Richmond (D)
- 3. Clay Higgins (R)
- 4. Mike Johnson (R)
- 5. Ralph Abraham (R)
- 6. Garret Graves (R)

Maine
(2 Democratici)
- 1. Chellie Pingree (D)
- 2. Jared Golden (D)

Maryland
(7 Democratici, 1 Repubblicano)
- 1. Andy Harris (R)
- 2. Dutch Ruppersberger (D)
- 3. John Sarbanes (D)
- 4. Anthony Brown (D)
- 5. Steny Hoyer (D)
- 6. David Trone (D)
- 7. Elijah Cummings (D), fino al 17 ottobre 2019

     Kweisi Mfume (D), dal 5 maggio 2020
- 8. Jamie Raskin (D)

Massachusetts
(9 Democratici)
- 1. Richard Neal (D)
- 2. Jim McGovern (D)
- 3. Lori Trahan (D)
- 4. Joseph Patrick Kennedy III (D)
- 5. Katherine Clark (D)
- 6. Seth Moulton (D)
- 7. Ayanna Pressley (D)
- 8. Stephen Lynch (D)
- 9. William Keating (D)

Michigan
(7 Democratici, 7 Repubblicani)
- 1. Jack Bergman (R)
- 2. Bill Huizenga (R)
- 3. Justin Amash (R, poi I, poi L)
- 4. John Moolenaar (R)
- 5. Dan Kildee (D)
- 6. Fred Upton (R)
- 7. Tim Walberg (R)
- 8. Elissa Slotkin (D)
- 9. Andy Levin (D)
- 10. Paul Mitchell (R, poi I)
- 11. Haley Stevens (D)
- 12. Debbie Dingell (D)
- 13. Rashida Tlaib (D)
- 14. Brenda Lawrence (D)

Minnesota
(5 Democratici, 3 Repubblicani)
- 1. Jim Hagedorn (R)
- 2. Angie Craig (D)
- 3. Dean Phillips (D)
- 4. Betty McCollum (D)
- 5. Ilhan Omar (D)
- 6. Tom Emmer (R)
- 7. Collin Peterson (D)
- 8. Pete Stauber (R)

Mississippi
(3 Repubblicani, 1 Democratico)
- 1. Trent Kelly (R)
- 2. Bennie Thompson (D)
- 3. Michael Guest (R)
- 4. Steven Palazzo (R)

Missouri
(6 Repubblicani, 2 Democratici)
- 1. William Lacy Clay, Jr. (D)
- 2. Ann Wagner (R)
- 3. Blaine Luetkemeyer (R)
- 4. Vicky Hartzler (R)
- 5. Emanuel Cleaver (D)
- 6. Sam Graves (R)
- 7. Billy Long (R)
- 8. Jason T. Smith (R)

Montana
(1 Repubblicano)
- "At-large". Greg Gianforte (R)

Nebraska
(3 Repubblicani)
- 1. Jeff Fortenberry (R)
- 2. Don Bacon (R)
- 3. Adrian Smith (R)

Nevada
(3 Democratici, 1 Repubblicano)
- 1. Dina Titus (D)
- 2. Mark Amodei (R)
- 3. Susie Lee (D)
- 4. Steven Horsford (D)

New Hampshire
(2 Democratici)
- 1. Chris Pappas (D)
- 2. Ann McLane Kuster (D)

New Jersey
(11 Democratici, 1 Repubblicano)
- 1. Donald Norcross (D)
- 2. Jeff Van Drew (D, poi R)
- 3. Andy Kim (D)
- 4. Chris Smith (R)
- 5. Josh Gottheimer (D)
- 6. Frank Pallone (D)
- 7. Tom Malinowski (D)
- 8. Albio Sires (D)
- 9. Bill Pascrell (D)
- 10. Donald Payne, Jr. (D)
- 11. Mikie Sherrill (D)
- 12. Bonnie Watson Coleman (D)

New York
(21 Democratici, 6 Repubblicani)
- 1. Lee Zeldin (R)
- 2. Peter T. King (R)
- 3. Tom Suozzi (D)
- 4. Kathleen Rice (D)
- 5. Gregory Meeks (D)
- 6. Grace Meng (D)
- 7. Nydia Velázquez (D)
- 8. Hakeem Jeffries (D)
- 9. Yvette Clarke (D)
- 10. Jerrold Nadler (D)
- 11. Max Rose (D)
- 12. Carolyn B. Maloney (D)
- 13. Adriano Espaillat (D)
- 14. Alexandria Ocasio-Cortez (D)
- 15. José Serrano (D)
- 16. Eliot Engel (D)
- 17. Nita Lowey (D)
- 18. Sean Patrick Maloney (D)
- 19. Antonio Delgado (D)
- 20. Paul Tonko (D)
- 21. Elise Stefanik (R)
- 22. Anthony Brindisi (D)
- 23. Tom Reed (R)
- 24. John Katko (R)
- 25. Joseph Morelle (D)
- 26. Brian Higgins (D)
- 27. Chris Collins (R), fino al 1º ottobre 2019

     Chris Jacobs (R), dal 21 luglio 2020
Nuovo Messico
(3 Democratici)
- 1. Deb Haaland (D)
- 2. Xochitl Torres Small (D)
- 3. Ben R. Luján (D)

Ohio
(12 Repubblicani, 4 Democratici)
- 1. Steve Chabot (R)
- 2. Brad Wenstrup (R)
- 3. Joyce Beatty (D)
- 4. Jim Jordan (R)
- 5. Bob Latta (R)
- 6. Bill Johnson (R)
- 7. Bob Gibbs (R)
- 8. Warren Davidson (R)
- 9. Marcy Kaptur (D)
- 10. Mike Turner (R)
- 11. Marcia Fudge (D)
- 12. Troy Balderson (R)
- 13. Tim Ryan (D)
- 14. David Joyce (R)
- 15. Steve Stivers (R)
- 16. Anthony Gonzalez (R)

Oklahoma
(4 Repubblicani, 1 Democratico)
- 1. Kevin Hern (R)
- 2. Markwayne Mullin (R)
- 3. Frank Lucas (R)
- 4. Tom Cole (R)
- 5. Kendra Horn (D)

Oregon
(4 Democratici, 1 Repubblicano)
- 1. Suzanne Bonamici (D)
- 2. Greg Walden (R)
- 3. Earl Blumenauer (D)
- 4. Peter DeFazio (D)
- 5. Kurt Schrader (D)

Pennsylvania
(9 Democratici, 9 Repubblicani)
- 1. Brian Fitzpatrick (R)
- 2. Brendan Boyle (D)
- 3. Dwight Evans (D)
- 4. Madeleine Dean (D)
- 5. Mary Gay Scanlon (D)
- 6. Chrissy Houlahan (D)
- 7. Susan Wild (D)
- 8. Matt Cartwright (D)
- 9. Dan Meuser (R)
- 10. Scott Perry (R)
- 11. Lloyd Smucker (R)
- 12. Tom Marino (R), fino al 23 gennaio 2019

     Fred Keller (R), dal 21 maggio 2019
- 13. John Joyce (R)
- 14. Guy Reschenthaler (R)
- 15. Glenn Thompson (R)
- 16. Mike Kelly (R)
- 17. Conor Lamb (D)
- 18. Michael Doyle (D)

Rhode Island
(2 Democratici)
- 1. David Cicilline (D)
- 2. James Langevin (D)

Tennessee
(7 Repubblicani, 2 Democratici)
- 1. Phil Roe (R)
- 2. Tim Burchett (R)
- 3. Chuck Fleischmann (R)
- 4. Scott DesJarlais (R)
- 5. Jim Cooper (D)
- 6. John Rose (R)
- 7. Mark E. Green (R)
- 8. David Kustoff (R)
- 9. Steve Cohen (D)

Texas
(23 Repubblicani, 13 Democratici)
- 1. Louie Gohmert (R)
- 2. Dan Crenshaw (R)
- 3. Van Taylor (R)
- 4. John Ratcliffe (R), fino al 22 maggio 2020

     Vacante, da tale data fino al Congresso successivo
- 5. Lance Gooden (R)
- 6. Ron Wright (R)
- 7. Lizzie Pannill Fletcher (D)
- 8. Kevin Brady (R)
- 9. Al Green (D)
- 10. Michael McCaul (R)
- 11. Mike Conaway (R)
- 12. Kay Granger (R)
- 13. Mac Thornberry (R)
- 14. Randy Weber (R)
- 15. Vicente González (D)
- 16. Veronica Escobar (D)
- 17. Bill Flores (R)
- 18. Sheila Jackson Lee (D)
- 19. Jodey Arrington (R)
- 20. Joaquín Castro (D)
- 21. Chip Roy (R)
- 22. Pete Olson (R)
- 23. Will Hurd (R)
- 24. Kenny Marchant (R)
- 25. Roger Williams (R)
- 26. Michael C. Burgess (R)
- 27. Michael Cloud (R)
- 28. Henry Cuellar (D)
- 29. Sylvia Garcia (D)
- 30. Eddie Bernice Johnson (D)
- 31. John Carter (R)
- 32. Colin Allred (D)
- 33. Marc Veasey (D)
- 34. Filemon Vela (D)
- 35. Lloyd Doggett (D)
- 36. Brian Babin (R)

Utah
(3 Repubblicani, 1 Democratico)
- 1. Rob Bishop (R)
- 2. Chris Stewart (R)
- 3. John Curtis (R)
- 4. Ben McAdams (D)

Vermont
(1 Democratico)
- "At-large". Peter Welch (D)

Virginia
(7 Democratici, 4 Repubblicani)
- 1. Rob Wittman (R)
- 2. Elaine Luria (D)
- 3. Bobby Scott (D)
- 4. Donald McEachin (D)
- 5. Denver Riggleman (R)
- 6. Ben Cline (R)
- 7. Abigail Spanberger (D)
- 8. Don Beyer (D)
- 9. Morgan Griffith (R)
- 10. Jennifer Wexton (D)
- 11. Gerry Connolly (D)

Virginia Occidentale
(3 Repubblicani)
- 1. David McKinley (R)
- 2. Alex Mooney (R)
- 3. Carol Miller (R)

Washington
(7 Democratici, 3 Repubblicani)
- 1. Suzan DelBene (D)
- 2. Rick Larsen (D)
- 3. Jaime Herrera Beutler (R)
- 4. Dan Newhouse (R)
- 5. Cathy McMorris Rodgers (R)
- 6. Derek Kilmer (D)
- 7. Pramila Jayapal (D)
- 8. Kim Schrier (D)
- 9. Adam Smith (D)
- 10. Dennis Heck (D)

Wisconsin
(5 Repubblicani, 3 Democratici)
- 1. Bryan Steil (R)
- 2. Mark Pocan (D)
- 3. Ron Kind (D)
- 4. Gwen Moore (D)
- 5. Jim Sensenbrenner (R)
- 6. Glenn Grothman (R)
- 7. Sean Duffy (R), fino al 23 settembre 2019

     Tom Tiffany (R), dal 19 maggio 2020
- 8. Mike Gallagher (R)

Wyoming
(1 Repubblicano)
- "At-large". Liz Cheney (R)

#### Membri non votanti
(3 Democratici, 2 Repubblicani, 1 Indipendente)
- Samoa Americane: Amata Coleman Radewagen (R)
- Distretto di Columbia: Eleanor Holmes Norton (D)
- Guam: Michael San Nicolas (D)
- Isole Marianne Settentrionali: Gregorio Sablan (I)
- Porto Rico: Jenniffer González (R/PNP)
- Isole Vergini: Stacey Plaskett (D)